# Hej Sokoły

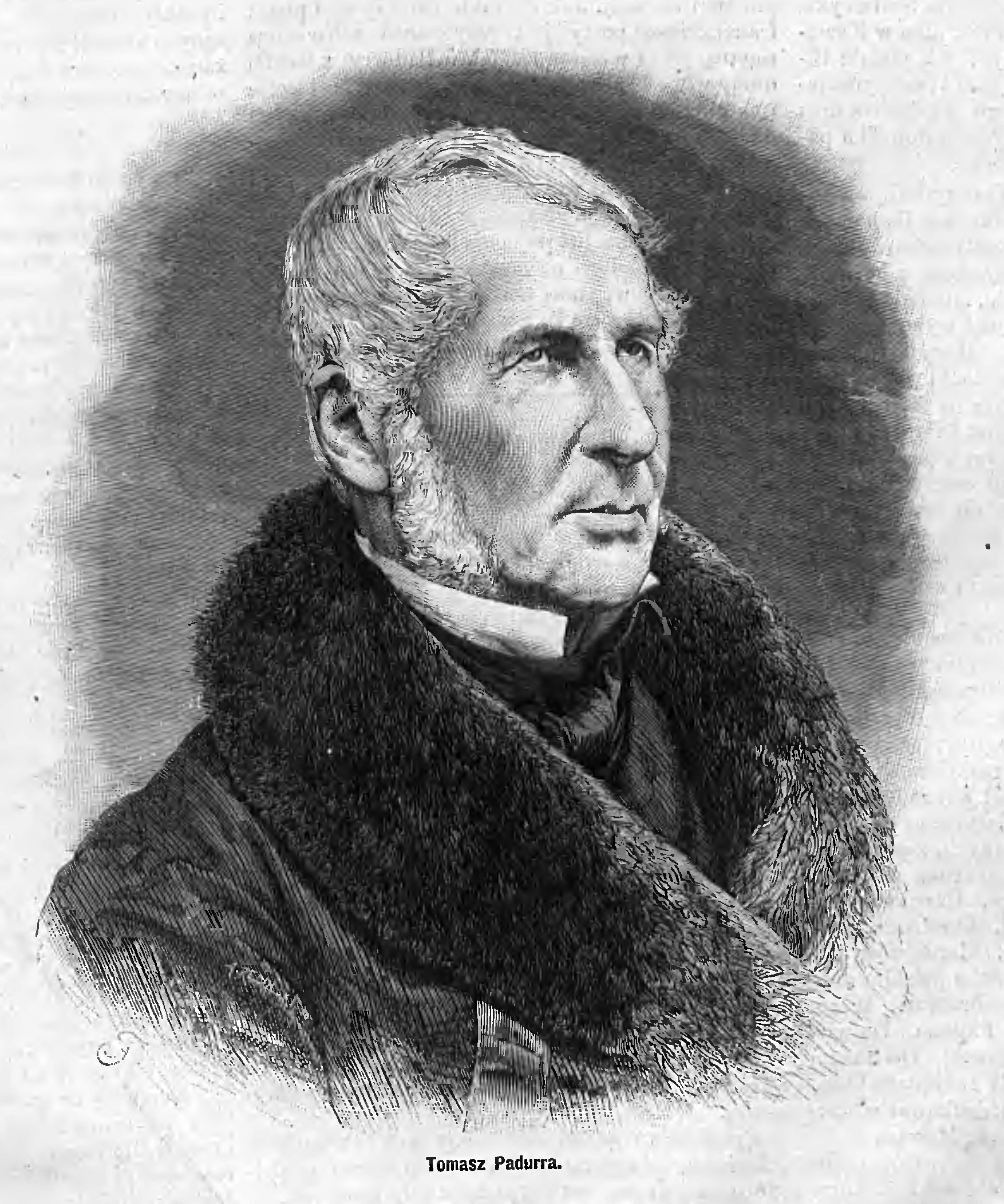
토마스 파두라 (1801–1871)는 연주가 중 한명으로, 본 민요의 작곡가라고 추정되는 사람이다.

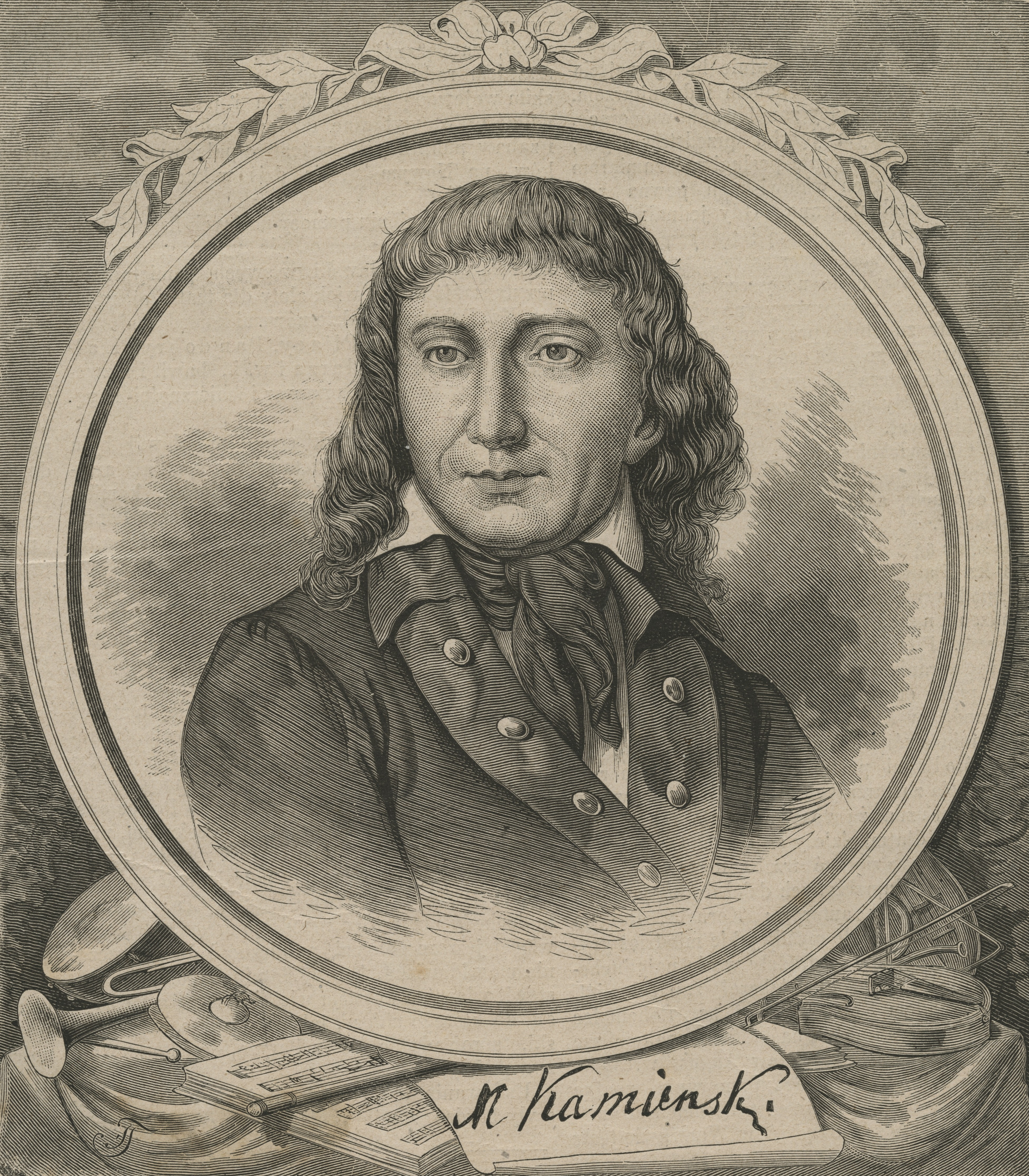
마치에이 카미엔스키 (1734–1821)는 연주가 중 한명으로, 본 민요의 작곡가라고 추정되는 사람이다.

Hej, Sokoły (거기 송골매들아, 우크라이나어: Гей, соколи, 폴란드어: Hej, Sokoły), 정식 명칭인 Żal za Ukrainą (그리운 우크라이나) 또는 Na zielonej Ukrainie (푸르른 우크라이나)는 폴란드와 우크라이나의 전통 민요다.

## 역사
이 민요를 누가 처음 작곡했는가에 대해서는 그 실체가 명확하지 않다. 일부 역사학자들은 우크라이나계 폴란드인 토마스 파두라가 작곡했다고 한다.(그러나, 최근에 밝혀진 우크라이나 문헌에 따르면, 파두라의 작곡 모음집 중 민요에 대한 기록이 없다고 한다) 다른 역사학자들은 폴란드인 작곡가인 마이에치 카미엔스키가 작곡했다고 주장한다. 초기 폴란드어로 작곡된 악보는 이후 여러가지 다른 언어로 번역되었으며, 이 과정에서 내용도 일부 변화하였다.
우크라이나 국립 과학 아카데미의 선임 연구원인 올가 하르치신(Olga Kharchyshyn)에 의하면, 본 민요는 19세기 폴란드 민요인 "Żal za Ukrainą"을 기반한 것이나, 새로운 후렴구와 도입부가 추가되었다고 한다. 오늘날 알려진 민요의 형태는 20세기 중후반부에 나타났으며, 그 뒤에 폴란드어에서 우크라이어로 번역되었다고 한다.

## 대중성
본 민요는 소비에트-폴란드 전쟁 당시 폴란드 군인들 사이에서 유명하였으며, 제2차 세계 대전 동안 폴란드 국내군의 애창곡이었다. 폴란드 민요 가수인 마릴라 로도비치는 커버를 불렀다. 본 민요는 폴란드, 우크라이나, 슬로바키아, 벨라루스, 그리고 러시아와 체코에 덜 알려져 있다.
본 민요는 폴란드 민요로 알려져 있거나, 우크라이나의 민요로 알려져 있다. 두 가지 언어로 지어진 민요의 내용은 조금 다르다.

## 가사
가사는 여러 가지 버전이 존재하며, 우크라이나 여자의 약혼자(카자크 또는 우완)가 그녀에게 마지막 인사를 전하는 내용이다.
| 폴란드어                           | 영어 번역                                    | 우크라이나어                    | 한국어                                                |
| ---------------------------------- | -------------------------------------------- | ------------------------------- | ----------------------------------------------------- |
| Hej, tam gdzieś z nad czarnej wody | Hey, there, somewhere near black waters,     | Гей, десь там, де чорні води,   | 헤이, 저기 흑해 근처에                                |
| Wsiada na koń kozak młody.         | A young cossack mounts his horse.            | Сів на коня козак молодий.      | 젊은 코사크가 말 위에 올라타네                        |
| Czule żegna się z dziewczyną,      | Sadly he parts with his girl,                | Плаче молода дівчина,           | 슬프게도 그는 그의 애인에게 작별 인사를 고하려고 하네 |
| Jeszcze czulej z Ukrainą.          | But even more sadly with Ukraine.            | Їде козак з України.            | 그러나 더 슬픈 것은 우크라이나와 작별을 하려고 하네   |
| Hej, hej, hej sokoły!              | Hey, hey, hey falcons!                       | Гей! Гей! Гей, соколи!          | 헤이, 헤이, 헤이 매들아!                              |
| Omijajcie góry, lasy, doły.        | Fly past the mountains, forests and valleys. | Оминайте гори, ліси, доли.      | 산과 숲과 계곡을 넘어 날아가렴                        |
| Dzwoń, dzwoń, dzwoń dzwoneczku,    | Ring, ring, ring little bell.                | Дзвін, дзвін, дзвін, дзвіночку, | 울려라, 울려라, 울려라, 작은 종을                     |
| Mój stepowy skowroneczku           | My little steppe skylark                     | Степовий жайвороночку           | 나의 작은 스텝 종달새에게                             |

다른 구절
| 폴란드어                           | 영어 번역                                                      | 우크라이나어                      | 한국어                                 |
| ---------------------------------- | -------------------------------------------------------------- | --------------------------------- | -------------------------------------- |
| Wiele dziewcząt jest na świecie,   | There are many girls in the world,                             |                                   | 세상에는 다양한 어여쁜 여자들이 있고,  |
| Lecz najwięcej w Ukrainie.         | But the most in Ukraine.                                       |                                   | 대부분은 우크라이나에 있네             |
| Tam me serce pozostało,            | There, I left my heart                                         |                                   | 나는 그곳에 내 마음을                  |
| Przy kochanej mej dziewczynie.     | With my beloved girl.                                          |                                   | 사랑하는 내 여자와 남겼네              |
|                                    |                                                                |                                   |                                        |
|                                    |                                                                |                                   |                                        |
| Hej, hej, hej sokoły!              | Hey, hey, hey falcons!                                         | Гей! Гей! Гей, соколи!            | 헤이, 헤이, 헤이 매들아!               |
| Omijajcie góry, lasy, doły.        | Fly past the mountains, forests and valleys.                   | Оминайте гори, ліси, доли.        | 산과 숲과 계곡을 넘어 날아가렴         |
| Dzwoń, dzwoń, dzwoń dzwoneczku,    | Ring, ring, ring little bell.                                  | Дзвін, дзвін, дзвін, дзвіночку,   | 울려라, 울려라, 울려라, 작은 종을      |
| Mój stepowy skowroneczku           | My little steppe skylark                                       | Степовий жайвороночку             | 나의 작은 스텝 종달새에게              |
| Hej, hej, hej sokoły!              | Hey, hey, hey falcons!                                         | Гей! Гей! Гей, соколи!            | 헤이, 헤이, 헤이 매들아!               |
| Omijajcie góry, lasy, doły.        | Fly past the mountains, forests and valleys.                   | Оминайте гори, ліси, доли.        | 산과 숲과 계곡을 넘어 날아가렴         |
| Dzwoń, dzwoń, dzwoń dzwoneczku,    | Ring, ring, ring little bell.                                  | Дзвін, дзвін, дзвін, дзвіночку,   | 울려라, 울려라, 울려라, 작은 종을      |
| Mój stepowy - dzwoń, dzwoń, dzwoń. | My steppe - ring, ring ring.                                   | Мій степовий дзвін, дзвін, дзвін. | 나의 작은 스텝 종달새에게              |
|                                    |                                                                |                                   |                                        |
|                                    |                                                                |                                   |                                        |
| Ona biedna tam została,            | She poor one remained there,                                   | Плаче, плаче, дівчинонька,        | 가여운 그녀는 거기에 남겨졌네          |
| Jaskółeczka moja mała,             | My little swallow,                                             | Люба моя ластівонька,             | 나의 작은 제비,                        |
| A ja tutaj w obcej stronie         | And I'm here in this foreign land [lit. 'on the foreign side'] | А я у чужому краю,                | 그리고 나는 여기 외국의 땅 위에 서있네 |
| Dniem i nocą tęsknię do niej.      | I miss her day and night.                                      | Серце спокою не має.              | 나는 그녀를 매일 그리워하네            |
|                                    |                                                                |                                   |                                        |
|                                    |                                                                |                                   |                                        |
| Żal, żal, za dziewczyną,           | Sorrow, sorrow, for that girl,                                 | Жаль, жаль, за милою,             | 슬픔, 슬픔, 그녀를 그리워하는 슬픔     |
| Za zieloną Ukrainą,                | And for green Ukraine;                                         | За рідною стороною.               | 그리고 푸르른 우크라이나를 그리워하네  |
| Żal, żal, serce płacze,            | Sorrow, sorrow, heart is stricken,                             | Жаль, жаль серце плаче,           | 슬픔, 슬픔, 애끊는 슬픔                |
| Już jej więcej nie zobaczę.        | I'll never see her again.                                      | Більше її не побачу.              | 나는 그녀를 영원히 볼 수 없기에        |
|                                    |                                                                |                                   |                                        |
|                                    |                                                                |                                   |                                        |
| Wina, wina, wina dajcie!           | Wine, wine, give me wine!                                      | Меду, вина наливайте              | 와인, 와인, 와인을 주시오              |
| A jak umrę pochowajcie             | And when I die bury me                                         | Як загину поховайте               | 그리고 내가 하늘의 별이 되거든         |
| Na zielonej Ukrainie               | In green Ukraine,                                              | На далекій Україні                | 푸르른 우크라이나에                    |
| Przy kochanej mej dziewczynie      | By my dear girl.                                               | Коло милої дівчини.               | 나의 그녀가 묻어주게 해주시오          |

## 러시아의 우크라이나 침공
여러 소셜 미디어에서 러시아-우크라이나 전쟁 중 우크라이나군의 승리를 자축하기 위해서 비디오를 제작하여 배포하였다. 2022년 4월 16일에는 우크라이나군의 장군이 우크라이나 아카펠라 그룹인Pikkardiyska Tertsiya가 부른 비디오를 올리며, 폴란드의 군사 원조에 대한 감사함을 전했다.
2023년 3월 23일에는 슬로바키아 군은 유튜브에 영상을 올리고 미코얀 MiG-29 4대를 공여하였다는 사실을 밝히며, 슬로바키아군 군악대가 연주한 버전을 올렸다.